# 貝克斯格羅夫 (印地安納州)
貝克斯格羅夫（英語：Becks Grove）是位於美國印地安納州布朗縣的一個非建制地區。該地的面積和人口皆未知。

## 地理
貝克斯格羅夫的座標為39°04′45″N 86°07′00″W / 39.07917°N 86.11667°W，而該地的平均海拔高度為260米（即853英尺）。